# Revueltosaurus callenderi
Il revueltosauro (Revueltosaurus callenderi) è un rettile arcosauro estinto, appartenente agli pseudosuchi. Visse nel Triassico superiore (circa 215 milioni di anni fa), e i suoi resti fossili sono stati ritrovati in Nordamerica.

## Descrizione
Lungo meno di un metro, questo animale possedeva una lunga coda e un corpo massiccio, sorretto da potenti zampe artigliate. Il corpo era dotato di una sorta di carapace, costituito da un'armatura di piastre allungate che ricoprivano parzialmente il dorso e il ventre. La caratteristica più evidente del revueltosauro, però, era data dal cranio: questo era davvero grande in relazione al resto del corpo, e poteva raggiungere una lunghezza di venti centimetri. Molto voluminoso, il cranio era però piuttosto leggero a causa delle ampie finestre antorbitali. La dentatura del revueltosauro era altrettanto caratteristica: i denti, infatti, erano a forma di foglia e frastagliati, molto simili a quelli dei dinosauri ornitischi primitivi.

## Scoperta e classificazione
I primi resti noti di revueltosauro furono alcuni denti rinvenuti in Nuovo Messico, descritti nel 1989 da Adrian Hunt e ritenuti appartenere a un antico dinosauro ornitischio. Successivamente vennero ritrovati altri denti simili in varie località degli Stati Uniti, e vennero attribuiti ad altri generi di dinosauri ornitischi. Nel 2002, altri denti vennero descritti come resti di una nuova specie di revueltosauro (Revueltosaurus hunti), e in seguito attribuiti a un altro genere (Krzyzanowskisaurus).

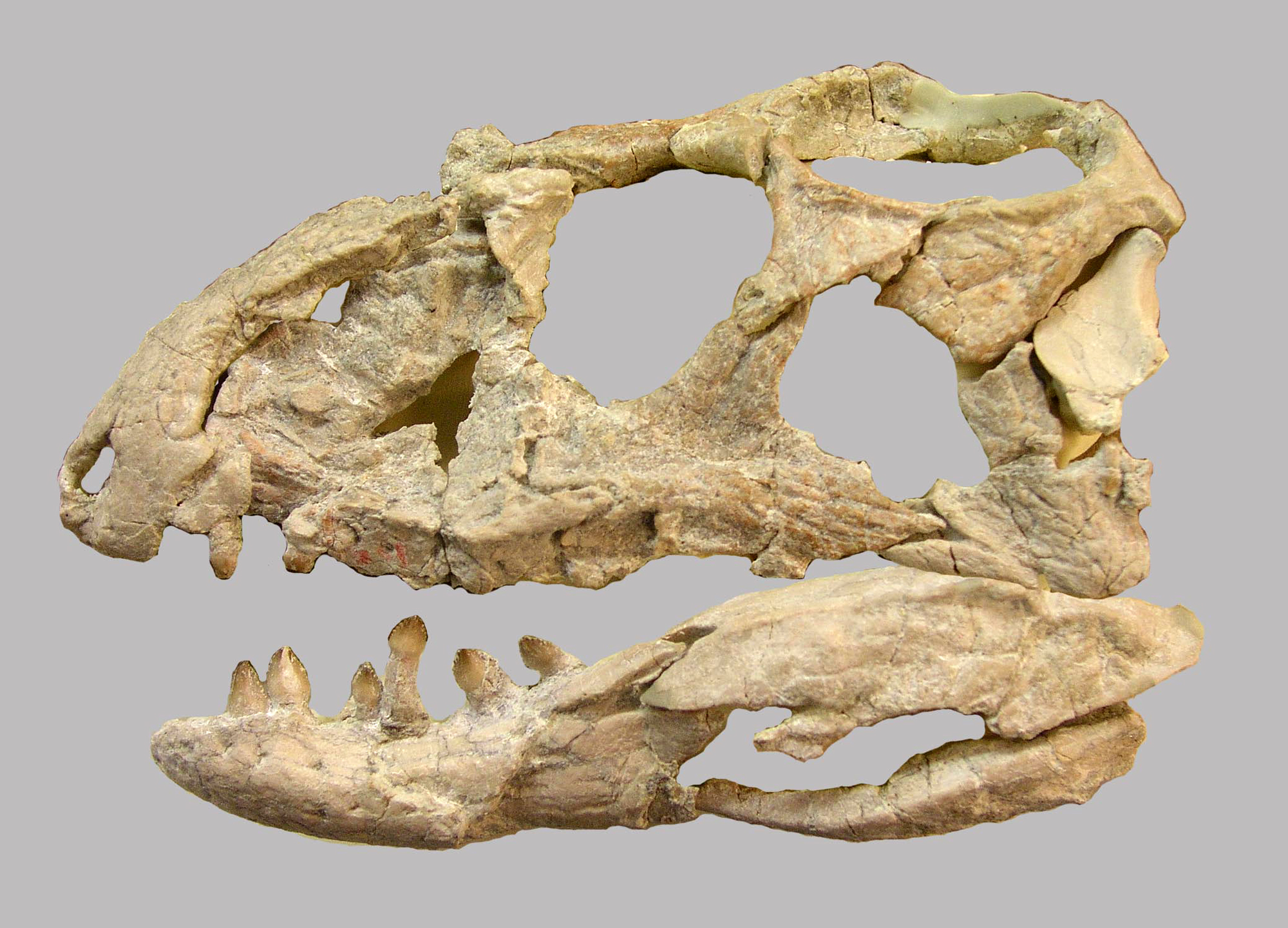
Cranio di Revueltosaurus callenderi

Solo nel 2004 vennero alla luce numerosi resti più completi di revueltosauro, nella Foresta Pietrificata dell'Arizona. Centinaia di ossa di questo animale hanno permesso di comprendere la vera natura di Revueltosaurus: non un dinosauro, ma un parente alla lontana dei coccodrilli, diverso da ogni altro arcosauro noto fino ad allora. La dentatura simile a quella dei dinosauri ornitischi, quindi, era semplicemente un fenomeno di convergenza evolutiva; la scoperta degli scheletri di Revueltosaurus ha inoltre gettato nuova luce sui numerosi denti isolati ritrovati in varie parti del Nordamerica e precedentemente attribuiti a dinosauri ornitischi (Lucianosaurus, Pekinosaurus, Tecovasaurus).
Attualmente il revueltosauro è considerato un membro degli pseudosuchi, il grande gruppo di arcosauri oggi rappresentato dai soli coccodrilli, ma che all'inizio del Mesozoico era molto più diversificato. Il revueltosauro possedeva un miscuglio di caratteristiche (il grande cranio simile a quello dei rauisuchi, i denti da ornitischio, la corazza simile a quella degli aetosauri) che non hanno finora permesso di stabilire le reali parentele dell'animale.

## Stile di vita

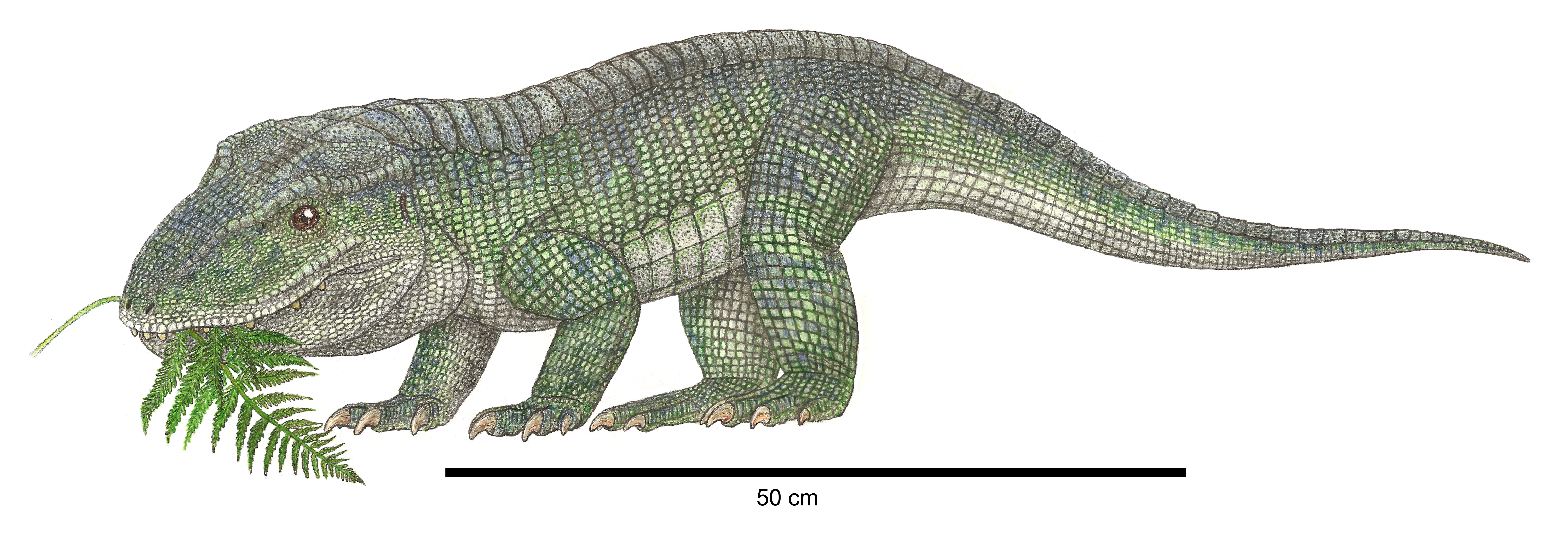
Ricostruzione di Revueltosaurus

I denti a forma di foglia del revueltosauro lo denotano come un animale erbivoro, che probabilmente strappava ciuffi di fogliame e felci grazie ai potenti arti. Non è chiaro a cosa servisse l'enorme e leggero cranio: solitamente un cranio del genere è compatibile con attitudini carnivore. La corazza dorsale e ventrale, in ogni caso, doveva proteggere il revueltosauro dagli attacchi dei predatori come Coelophysis e Postosuchus.